# Astrid Roemer

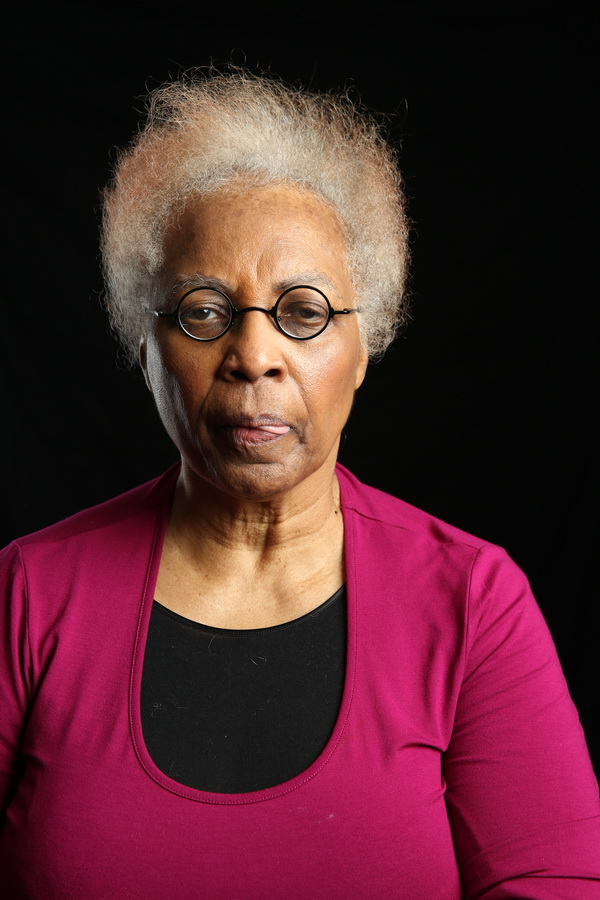
Astrid Roemer (2016)

Astrid Heligonda Roemer (niederländische Aussprache: [ˈɑstrɪt ɦeːliˈɣɔndaː ˈrumər], * 24. April 1947 in Paramaribo) ist eine Autorin und Lehrerin aus Surinam, die in den Niederlanden lebt. Sie schreibt auf Niederländisch und hat Romane, Theaterstücke und Gedichte veröffentlicht. 2016 erhielt sie den P. C. Hooft Prijs, einen Literaturpreis der Niederlande und Belgiens, sowie 2021 den Prijs der Nederlandse Letteren.

## Leben und Werk
Roemer wurde 1947 in Paramaribo, der Hauptstadt Surinams, geboren. Sie besuchte Kweekschool, eine Lehrhochschule. Dort trat sie 1965 als Dichterin in Erscheinung. Im folgenden Jahr reiste sie in die Niederlande und lebte bis in die 1970er Jahre abwechselnd in Surinam und in den Niederlanden, so z. B. in Den Haag. 1970 veröffentlichte sie unter dem Pseudonym „Zamani“ ihren ersten Gedichtband Sasa mijn actuele zijn. Ihr erster Roman Neem mij terug Suriname (Nimm mich zurück Surinam, 1974) war in Surinam ein Erfolg, und wurde als Nergens ergens („Nirgends, Irgends“, 1983) überarbeitet neu herausgegeben. 1975 zog sie endgültig in die Niederlande, nachdem sie ihre Lehrerinnenstelle verloren hatte. Sie weigerte sich, Sinterklaas zu feiern, bei dem der dunkelhäutige Zwarte Piet eine Rolle spielt.
Ab den 1970er Jahren veröffentlichte sie zahlreiche Romane, Dramen und Gedichte; in den Niederlanden hatte sie ihren Durchbruch mit dem Romanfragment Over de gekte van een vrouw („Vom Wahnsinn einer Frau“), ein Werk, in dem es um Identität und Unterdrückung von Frauen geht. Der Roman begründete ihren Ruf als feministische Autorin und als Vorbild für lesbische Frauen. 1989 saß sie für einige Zeit für die GroenLinks Partei im Stadtrat von Den Haag, gab ihren Sitz nach internen Parteistreitigkeiten aber bald wieder auf. Zwischen 1996 und 1998 veröffentlichte sie ihre nun bekanntesten Werke, eine Trilogie (teilweise nur noch antiquarisch erhältlich): Gewaagd leven (1996), Lijken op liefde (1997) und Was getekend (1998). Die Romane wurden als Roemers drieling („Roemers Drillinge“ 2001) veröffentlicht. Die deutsche Übersetzung von Lijken op liefde („Könnte Liebe sein“) erhielt 1999 den LiBeraturpreis. In dem Roman bricht eine surinamische Haushälterin in die Welt auf, um für sich zu klären, was sie in den letzten Jahrzehnten in ihrer Ehe und in ihrem Land wirklich erlebt und wovor sie vielleicht die Augen verschlossen hat. Ihre Beobachtungen sind untrennbar mit der Kolonialgeschichte Surinams verbunden.
Von 2006 bis 2009 lebte Roemer erneut in Surinam. Ihre Autobiographie Zolang ik leef ben ik niet dood („Solange ich lebe, bin ich nicht tot“) erschien 2004, und eine Sammlung von Liebesgedichten wurde unter dem Namen Afnemend („Abnehmend“) 2012 in nur 125 Exemplaren veröffentlicht. Roemer verschwand aus der Öffentlichkeit und bereiste die Welt 15 Jahre lang mit „rugzak, laptop en Perzische kat“ („mit Rucksack, Laptop und Perserkatze“).
2016 erhielt Roemer überraschend den P. C. Hooft Prijs. Sie ist die erste Person aus der Karibik, die den Preis gewonnen hat. In der Begründung der Jury hieß es, Roemers Romane seien eine literarische Heraufbeschwörung der Geschichte Surinams, eine Geschichte, von der in den Niederlanden nur die Sklaverei und die Dezembermorde bekannt sind, die jedoch „untrennbar mit der Geschichte unseres Landes verbunden ist … und dadurch, mittels Roemers einmaligem Werk, mit unserer Literatur“. Die Preisrichter fügten hinzu: „Politiek engagement en literair experiment gaan bij Roemer hand in hand“ („politisches Engagement und literarisches Experimentieren gehen bei Roemer Hand in Hand“).
2015 kam De wereld heeft gezicht verloren („Die Welt hat ihr Gesicht verloren“) heraus, eine biographische Filmdokumentation von Cindy Kerseborn über Astrid Roemer.

## Werke
Astrid Roemers Werke nach ihrem Profil auf der Digital Library for Dutch Literature:[1]
- 1970: Sasa mijn actuele zijn (Sasa meine Gegenwart sein)
- 1974: Neem mij terug, Suriname (Nimm mich zurück Surinam)
- 1975: De wereld heeft gezicht verloren (Die Welt hat ihr Gesicht verloren)
- 1982: Over de gekte van een vrouw (Vom Wahnsinn einer Frau)
- 1983: Nergens ergens (Nirgendwo Irgendwo)
- 1985: En wat dan nog?! (Und was noch?!)
- 1985: Noordzee Blues (Nordseeblues)
- 1987: Levenslang gedicht (Lebenslanges Gedicht)
- 1987: Waarom zou je huilen mijn lieve, lieve... (Warum solltest du weinen, meine Liebe, Liebe ...)
- 1987: Wat heet anders (Was ist anders)
- 1988: De achtentwintigste dag (Der achtundzwanzigste Tag)
- 1988: De orde van de dag (Die Ordnung des Tages)
- 1988: Het spoor van de jakhals (Die Spur des Schakals)
- 1989: Alles wat gelukkig maakt (Alles was glücklich macht)
- 1989: Oost West Holland Best (Osten Westen Holland am besten)
- 1990: Een naam voor de liefde (Ein Name für die Liebe)
- 1991: Dichter bij mij schreeuw ik (Näher bei mir schreie ich)
- 1993: Niets wat pijn doet (Nichts was weh tut)
- 1996: Gewaagd leven (Gewagtes Leben)
- 1997: Lijken op liefde (Könnte Liebe sein: Übersetzung Christiane Kuby, Berlin Verlag 1998, ISBN 3-8270-0288-5)
- 1997: Suriname (Surinam)
- 1998: Was getekend (Gezeichnet)
- 2001: 'Miauw' („Miau“)
- 2004: Zolang ik leef ben ik niet dood (Solange ich lebe bin ich nicht tot)
- 2006: Over de gekte van een vrouw (Vom Wahnsinn einer Frau)
- 2012: Afnemend; 21 liefdesgedichten. (Abnehmend; 21 Liebesgedichte) Buku Bibliotheca Surinamica, Amsterdam 2012.
- 2016: Liefde in tijden van gebrek: memoires van een thuisloze. (Liebe in Notzeiten: Memoiren einer Heimatlosen)
- 2017: Olga en haar driekwartsmaten. (Olga im Dreivierteltakt) Prometheus, Amsterdam. ISBN 978-90-446-3169-2
- 2018: Gebroken Wit. (Gebrochenes Weiß) Prometheus, Amsterdam. ISBN 978-90-446-4018-2